# Aleksandrów (gromada w powiecie opoczyńskim)
Aleksandrów – dawna gromada, czyli najmniejsza jednostka podziału terytorialnego Polskiej Rzeczypospolitej Ludowej w latach 1954–1972.
Gromady, z gromadzkimi radami narodowymi (GRN) jako organami władzy najniższego stopnia na wsi, funkcjonowały od reformy reorganizującej administrację wiejską przeprowadzonej jesienią 1954 do momentu ich zniesienia z dniem 1 stycznia 1973, tym samym wypierając organizację gminną w latach 1954–1972.
Gromadę Aleksandrów z siedzibą GRN w Aleksandrowie utworzono – jako jedną z 8759 gromad na obszarze Polski – w powiecie opoczyńskim w woj. kieleckim, na mocy uchwały nr 13g/54 WRN w Kielcach z dnia 29 września 1954. W skład jednostki weszły obszary dotychczasowych gromad Aleksandrów, Janikowice, Marianów, Kawęczyn, Sieczka i Niewierszyn ze zniesionej gminy Niewierszyn w tymże powiecie. Dla gromady ustalono 16 członków gromadzkiej rady narodowej.
31 grudnia 1959 do gromady Aleksandrów przyłączono wsie Rożenek, Kalinków, Wiałka, Zalesie i Cichomin, kolonie Musiałów i Calówki, parcelację Rożenek oraz osady Rożenek i Kukurędy Rożenkowskie ze zniesionej gromady Rożenek.
Gromada przetrwała do końca 1972 roku, czyli do kolejnej reformy gminnej. 1 stycznia 1973 utworzono gminę Aleksandrów.